# Stylidium armeria
Stylidium armeria är en tvåhjärtbladig växtart. Stylidium armeria ingår i släktet Stylidium och familjen Stylidiaceae.

## Underarter
Arten delas in i följande underarter:
- S. a. armeria
- S. a. pilosifolium

## Bildgalleri

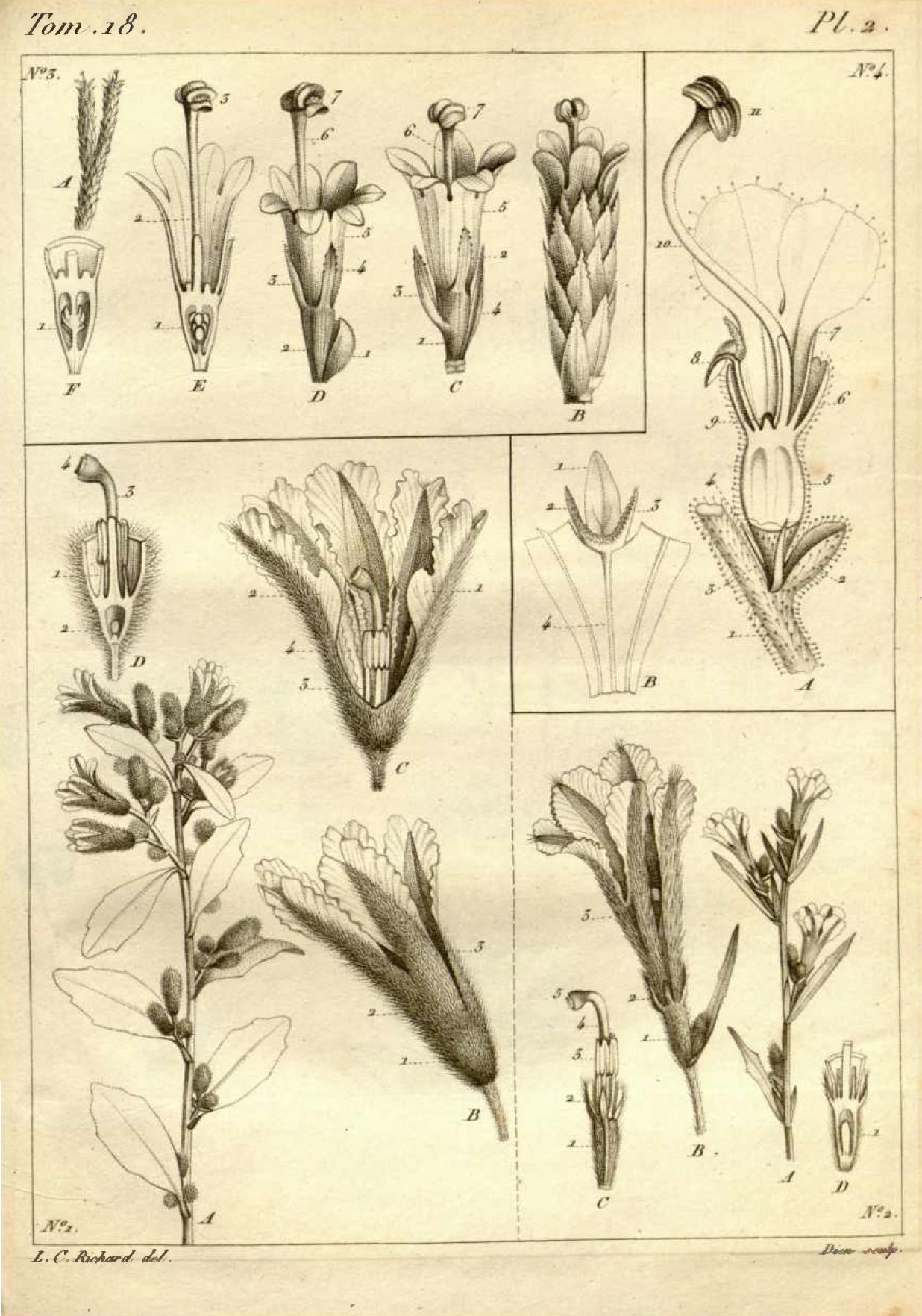